# Avenida São João
L'Avenida São João è uno dei arterie viarie più importanti della città di San Paolo in Brasile. Nel corso del XX secolo, il viale raggiunse il suo picco economico e sociale, nonché il suo massimo degrado. Nella prima metà di questo secolo, fu una delle principali attività economiche e commerciali, bancarie e di servizio della città di San Paolo. L'incrocio con Avenida Ipiranga era considerata il cuore della città di San Paolo. L'asse Avenida São João - Avenida Ipiranga divenne il principale centro culturale e di intrattenimento della città nella prima metà del XX secolo. Ospitando la più grande concentrazione di cinema in città, considerata anche la più prestigiosa, questo asse prese il nome di Cinelândia Paulistana.

## Storia

### Origini e allargamento
Fino all'inizio del XX secolo, la "Ladeira de Açu" aveva ancora un'importanza secondaria nel tessuto urbano. Era una strada stretta, occupata da alcuni commerci, grandi fattorie e una casa semplice, che ospitava famiglie meno abbienti della società. L'animazione ha raggiunto la ladeira do Açu, dove era stato aperto un grande caffè, la stradina Libero Badaro e la piazza tracciata nell'estensione del viadotto Chá..
Con l'esecuzione dei "Piani di miglioramento", i lavori iniziarono tra il 1913 e il 1918 per ampliare la pendenza che, come previsto dal progetto Bouvard, occuperebbe una larghezza di 30 m. In questo modo, e contando ancora su un cantiere alberato centrale, dove avrebbero viaggiato i tram, la "Ladeira de Acu" di quel tempo fu elevata alla categoria del viale, l'Avenida São João.
Da lì, Avenida São João diventerà il fulcro dell'élite di San Paolo, un punto d'incontro per artisti e intellettuali come Mário de Andrade, che ha frequentato il Conservatorio drammatico e musicale di San Paolo.

### Il periodo d'oro
Dagli anni 1920 in poi, con il successo delle prime sale di proiezione, il cinema si consolidò come attività commerciale, che portò alla costruzione di sale più sofisticate, dotate di adeguate caratteristiche tecniche. Il centro di San Paolo ospita ora un numero crescente di cinema, principalmente sull'asse dei viali di São João e Ipiranga, una regione che è diventata il principale centro culturale e di intrattenimento della città nella prima metà del XX secolo e un punto punto d'incontro per le élite, concentrando il commercio e i servizi raffinati.
Nel 1936, la costruzione di Cine UFA-Palácio, progettata da Rino Levi, in Avenida São João rappresentò una pietra miliare nella progettazione dei cinema, risolvendo problemi tecnici e funzionali che non erano stati precedentemente esaminati. Simboleggiava la modernizzazione della città, consolidando così Avenida São João come corridoio culturale e definendo una volta per tutte la posizione di Cinelândia Paulistana.
Dall'inizio degli anni 1940 alla fine degli anni 1950, dozzine di cinema furono aperti nel centro di San Paolo, concentrati principalmente nella prestigiosa Cinelândia Paulistana.
La costruzione di edifici residenziali e uffici, quella di grandi hotel moderni, cinema, l'apertura di negozi di automobili ha cambiato significativamente il suo aspetto..

### Il declino
Tuttavia, il decadimento urbano arrivò dagli anni 1970. L'elevato Costa e Silva ( "Minhocão") inaugurazione drasticamente deteriorata dintorni del viale, anche nelle aree finora più apprezzate.
Allo stesso tempo, l'apertura di Avenida Faria Lima (1965-1968), aggiunta all'espansione e ri-urbanizzazione di Avenida Paulista (1970-1974), creò nuove prestigiose centralità a sud-ovest dalla città - che già concentravano i quartieri residenziali più alti affitto - facilmente raggiungibile in auto, ma non collegato al centro.

## Luoghi importanti
- Edificio Altino Arantes
- Edificio Martinelli
- Palácio dos Correios (Palazzo delle Poste)
- Praça das Artes
- Edifício Andraus
- Galeria Olido
- Galeria do Rock